# Villa Ashfield
Die Villa Ashfield in Torquay, Devon, England war das Haus der Familie Christie, in dem die Geschwister Margaret Watts, Louis Montant Miller und Agatha Christie aufwuchsen. Der Vater der Kinder, der US-amerikanische Geschäftsmann Frederick Alvah Miller, heiratete 1878 seine Stiefcousine Clarissa Boehmer. Als er für kurze Zeit in die Vereinigten Staaten zurückkehrte, beauftragte er sie damit, ein Familienhaus zu finden. Das Paar kaufte 1880 die Villa, wo ihr letztes Kind, Agatha Mary Clarissa Miller, 1890 geboren wurde. Sie lebte dort bis zu ihrer Heirat mit Archie Christie; infolge des Todes ihrer Mutter zog sie erneut in die Villa, wo Archie ihr schließlich eine Affäre eingestand. Sie verkaufte das Haus 1940, bevor es in den 1960er Jahren abgerissen wurde.66